# 등대풀
등대풀(燈臺-)은 대극과에 속하는 식물이다. 택칠(澤漆) 혹은 오풍초라 불리기도 한다. 두해살이풀로서 높이는 30cm 가량이다. 줄기는 뭉쳐서 곧게 자라는데, 자르면 흰색의 유즙이 나온다. 잎은 잎자루가 없으며, 줄기 아랫부분에서는 드물게 어긋나는 데 비해, 윗부분의 줄기가 나뉜 부분에서는 큰 4개의 잎이 돌려나 있다. 꽃은 황록색으로, 5월경이 되면 단지 모양의 총포 속에 1개의 암꽃과 몇 개의 수꽃이 가는 자루에 붙어서 피어난다. 이때, 수꽃·암꽃은 모두 1개의 수술과 암술을 차지고 있으며 꽃잎은 없는데, 이러한 꽃차례를 특히 배상꽃차례라고 한다. 열매는 공 모양의 삭과로, 안이 3개의 방으로 나뉘어 있으며, 익으면 벌어지게 된다. 약재로 쓰인다.
한반도에서는 주로 남부지역에 분포하며, 높이는 40cm 정도까지 자란다. 꽃은 노란색으로 배상꽃차례로 달린다. 줄기를 자르면 흰즙이 나오는데 유독한 성분을 갖고 있다. 사포닌이 들어 있어 약재로 이용되기도 한다.